# تخطيط حضري

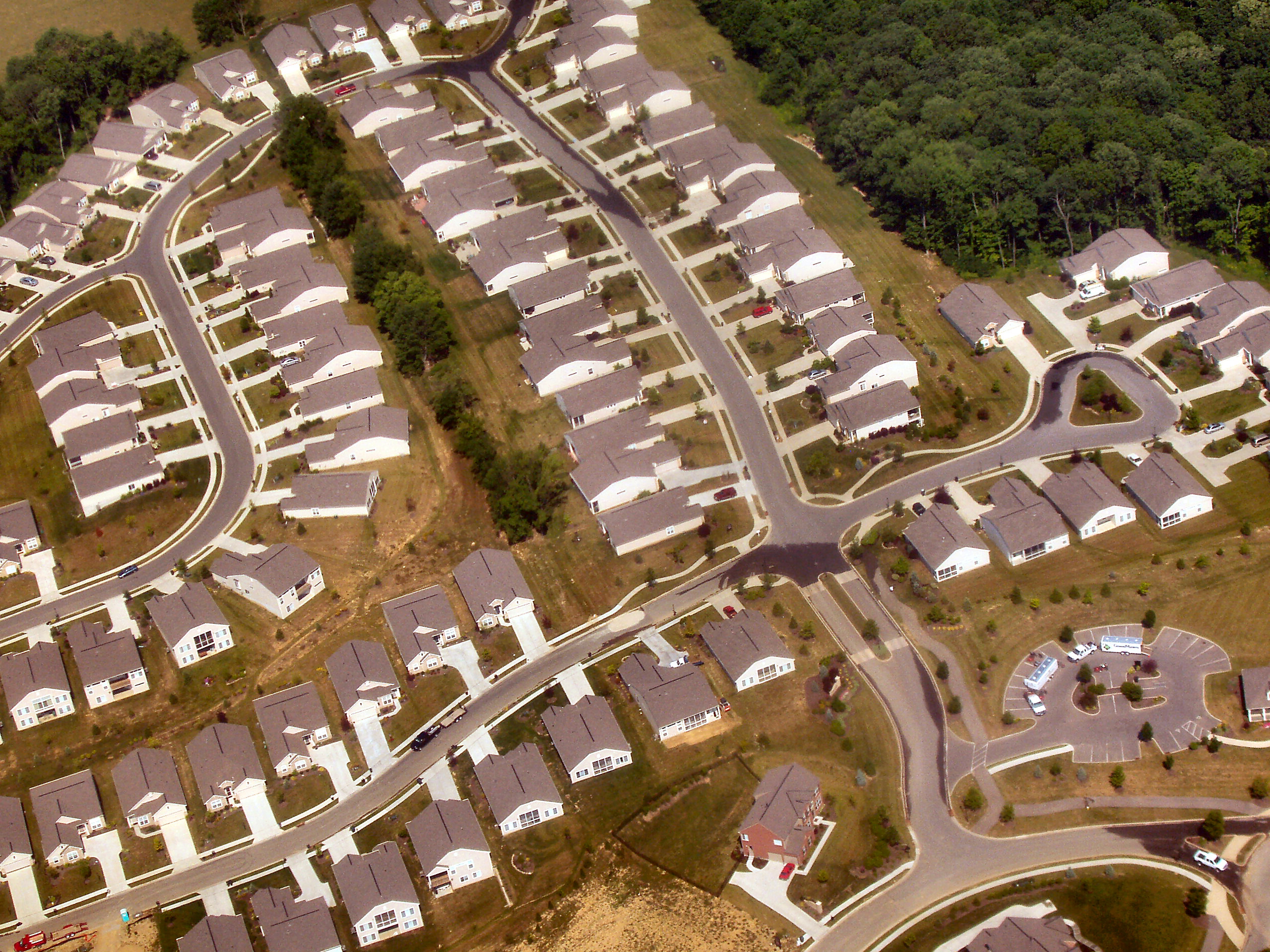
تخطيط حضري

أول من استعمل مصطلح التخطيط هم علماء الاقتصاد قبل مائتي عام من خلال معالجة النمو الاقتصادي، وقد تعددت التعريفات لنفس الكلمة. وهو الأسلوب العلمي الذي يهدف إلى تقديم الحلول أو بدائل الحلول للمشكلات الحالية أو المتوقعة للمجتمع وذلك في إطار خطة منظمة ذات سياسة وأهداف واضحة، خلال الفترة زمنية محددة، تأخذ في الاعتبار الإمكانيات والموارد والمحددات الحالية أو المستقبلية سواء كانت بشرية أو طبيعية. والتخطيط يجب أن يكون شاملا ومرنا ومستمرا حيث يمكن تعديل مساره حسب ما يستجد من الظروف.
التخطيط الحضري هو التخصص الذي يعنى بكافة مناحي المنطقة الحضرية ويشمل تخصصات متعددة مثل الإدارة والسياسة والقانون والاقتصاد وعلم الاجتماع والهندسة والبيئة وغيرها. التخطيط الإقليمي مشابه له إلا أنه يشمل منطقة أوسع من التخطيط العمراني أو الحضري. يصعب تصنيف التخطيط العمراني ضمن مصنف واحد لتعدد الاختصاصات المتعلقة ولكنه أكاديميا يصنف ضمن البيئة المبنية أو الهندسة.
يهدف التخطيط العمراني إلى تقييم الحياة العمرانية والريفية، وإيجاد حلول هندسية للمشاكل العمرانية مثل التضخم السكاني، العشوائيات، أزمات المرور، تنظيم الحركة بين السكان والخدمات. هناك نظريات متعددة للتخطيط الإقليمي والعمراني تهدف إلى تنظيم الحياة العمرانية.

## ظهور التخطيط
عندما حدث تجمع مسكن لإنسان بإنسان آخر بدأ يظهر ما يسمى بالمجتمع أو القرية الصغيرة مما جعل الاحتياج إلى تنظيم متطلباتهم ومن هنا ظهر التخطيط.
التخطيط :
هو استيفاء احتياجات المجتمع في مكان ما وزمن ما.
هو المفهوم الشامل لتنسيق المدينة من النواحي الوظيفية والبصرية والاقتصادية والاجتماعية.
التخطيط في إطار خطة زمنية معينة مع مراعاة الإمكانيات والمحددات الموجودة في المجتمع.
مدن ماقبل التاريخ:

## أنواع المدن
مدينة متروبوليان : هي التي توسعت في عدة اتجاهات
ميجا سيتي : يقطن بها على الأقل 10 ملايين نسمة وتبلغ كثافتها السكانية 2000 فرد/كيلو متر مربع
برايم سيتي : تكون مركز لمدن صغيرة محيطة بها

## الاستدامة
تؤثر فكرة الاستدامة على مخططي اليوم. فبعضهم يرى أن أساليب الحياة العصرية تستهلك العديد من الموارد الطبيعية؛ فهذا الأسلوب يلوث ويدمر النظام البيئي، يزيد الفجوة الاجتماعية ويسبب تغيرات مناخية. ويدعو العديد من المخططين إلى إنشاء مدن مستدامة.
وتعرف الاستدامة أيضا بأنها الاستغلال الأمثل للموارد المتاحة بما يلبي احتياجات الجيل الحالي دون ان يؤثر على احتياجات الاجيال اللاحقة.

## الجانب المظلم من التخطيط العمراني
«الجانب المظلم من التخطيط العمراني» هو مصطلح يستخدمه علماء التخطيط ليميزوا التخطيط الحالي من التخطيط المثالي. ظهر المصطلح على يد بنت فلايبجيرج الأستاذ بجامعة أوكسفورد بناء على بحث قام به عن تأثير القوى السياسية على الراديكالية في التخطيط العمراني.

## ممارسات القرن الحادي والعشرين
بدأ المخططون الحضريون الذين يدرسون آثار الازدحام المتزايد في المناطق الحضرية بأخذ المؤثرات الخارجية بعين الاعتبار، وهي الآثار السلبية التي يسببها الطلب المستحث من أنظمة الطرقات السريعة الكبيرة في البلدان الغربية كما في الولايات المتحدة مثلًا. تنبأ قسم الاقتصاد والشؤون الاجتماعية في الأمم المتحدة عام 2018 بأن نحو 2.5 بليون إنسان إضافي سيشغل المناطق الحضرية بحلول عام 2050 وفقًا للعناصر السكانية للهجرة العالمية. تبنت نظريات التخطيط الحديثة المفاهيم غير التقليدية كالمناطق الزرقاء وقطاعات الابتكار لدمج المناطق الجغرافية ضمن المدينة التي تسمح بتنمية مستحدثة للأعمال التجارية وجعل البنية التحتية من الأولويات بشكل يساعد على تحسين جودة حياة المواطنين بإطالة أعمارهم المحتملة.
أحدثت ممارسات التخطيط تغييرات في السياسات المتبعة بهدف المساعدة في مواجهة التغير المناخي العالمي الناتج عن النشاطات البشرية. بدأت لندن بتقاضي أجور ازدحام من السيارات التي تحاول الدخول إلى أماكن مزدحمة أصلًا في المدينة. وتشجع المدن أيضًا على أولوية النقل العام والدراجات من خلال تبني هكذا سياسات.

## نظرياته
نظرية التخطيط هي الفرع من المفاهيم العلمية، والتعريفات، والعلاقات السلوكية، والافتراضات التي تعرف جسم المعرفة المعروف باسم التخطيط الحضري. هناك ثماني نظريات إجرائية للتخطيط ما تزال تشكل النظريات الأساسية لإجراءات التخطيط اليوم: الطريقة العقلية الشاملة، الطريقة التدريجية، الطريقة التبادلية الفاعلة، الطريقة التواصلية، طريقة الدعاية، طريقة العدالة، الطريقة الثورية، الطريقة الإنسانية أو الظواهرية. من النظريات المفاهيمية الأخرى للتخطيط نظرية المغناطيسات الثلاث لإيبنزر هاوارد التي وضعها لتصور مستقبل الاستيطان البريطاني، بالإضافة إلى كتابه «مدن حدائق الغد»، ومنطقة النموذج المركزي التي تدعى أيضًا النموذج البورغيسي لصاحبها عالم الاجتماع إرنيست بورغيس، نظرية الحي الفائق لرادبورن التي تشجع على حركة المشاة، ونموذج القطاع ونموذج النوى المتعددة بالإضافة إلى نماذج ونظريات أخرى.

## الجوانب التقنية
تشمل الجوانب التقنية للتخطيط الحضري تطبيق عمليات علمية تقنية واعتبارات ومزايا تتعلق بالتخطيط لاستخدام الأراضي، والتصميم الحضري، والموارد الطبيعية، والنقل، والبنية التحتية. ويشمل التخطيط الحشري تقنيات مثل: التنبؤ بالنمو السكاني، وتقسيم المناطق، والتخطيط والتحليل الجغرافيين، وتحليل مساحات وقوف السيارات، واستقصاء الموارد المائية، والتعرف على أنماط النقل، ومعرفة الطلب على المؤن الغذائية، وتخصيص الخدمات الصحية والاجتماعية، وتحليل أثر استخدام الأراضي.
للتنبؤ بكيفية تطور المدن ولتقدير آثار التدخلات التي يقوم بها المخططون، فإنهم يستخدمون نماذج مختلفة. يمكن استخدام هذه النماذج للإشارة إلى وجود علاقات وأنماط في البيانات السكانية والجغرافية والاقتصادية. قد يتعاملون مع قضايا قصيرة الأمد ككيفية انتقال الأشخاص بين المدن، أو قضايا طويلة الأمد كاستخدام الأراضي والنمو. من هذه النماذج نظام المعلومات الجغرافية (جي آي إس) الذي يستخدم لخلق نموذج للتخطيط الموجود ثم تصور الآثار المستقبلية على المجتمع والاقتصاد والبيئة.
تتوافق قوانين البناء والأنظمة الأخرى مع التخطيط الحضري من خلال التحكم بكيفية بناء المدن واستخدامها من المستوى الفردي. تشمل طرق التطبيق التقسيم الإداري للمناطق من قبل الحكومات، والأذون التخطيطية وقوانين البناء، بالإضافة إلى التسهيلات الخاصة والشروط المقيدة.

## وصلات خارجية
- منهجية الفكر الإسلامي في تخطيط المدينة العربية الاسلامية/ خليف غرايبة